# Tectella
Tectella là một chi nấm trong họ Mycenaceae. Chi này phân bố rộng rãi các vùng ôn hòa phía bắc, và có 3 loài.